# Puntate di 16 anni e incinta
Di seguito sono riportati i titoli e le date di trasmissione delle puntate di 16 anni e incinta.

## Prima stagione
La prima stagione di 16 anni e incinta è andata in onda su MTV dall'11 giugno 2009 al 23 luglio 2009.
In Italia è andato in onda sull'emittente MTV Italia dal 25 novembre 2009 al 13 gennaio 2010.
| nº | Titolo originale | Titolo italiano  | Prima TV USA   | Prima TV Italia  |
| --- | ---------------- | ---------------- | -------------- | ---------------- |
| 1 | Maci             | Maci             | 11 giugno 2009 | 25 novembre 2009 |
| Maci Bookout è una diciassettenne proveniente da Chattanooga, Tennessee, incinta dal suo fidanzato, Ryan Edwards. L'episodio si concentra sull'indifferenza di Edwards per il futuro bambino e il suo rapporto con Maci. Bentley è nato il 27 ottobre 2008. Dopo la nascita, l'episodio si concentra su di Maci e Edwards, su litigi interni alla coppia e su Maci, che è costretta a prendersi la maggior parte del carico di genitorialità. La ragazza sarà in futuro una delle protagoniste della serie spin-off MTV realtà, Teen Mom                                                                       |                  |                  |                |                  |
| 2 | Farrah           | Farrah           | 18 giugno 2009 | 2 dicembre 2009  |
| Farrah Abraham è una cheerleader dal Council Bluffs, Iowa, che decide di non dire niente al suo ex-fidanzato circa la gravidanza dopo che lui le manda sul cellulare messaggi minacciosi. Dopo l'episodio in anteprima, è stato rivelato che è morto in un incidente d'auto, prima della nascita della bambina, il 23 febbraio 2009. La bambina si chiamerà Sophia Laurent Abraham. Dopo la nascita di Sofia, l'episodio si concentra su Farrah sul suo problema di essere a casa da sola senza aiuto e il suo difficile rapporto con la madre. Farrah, più tardi, è stata una delle protagoniste di Teen Mom. |                  |                  |                |                  |
| 3 | Amber            | Amber            | 25 giugno 2009 | 9 dicembre 2009  |
| Amber Portwood è un'adolescente di Anderson, nell'Indiana, che rimane incinta del suo fidanzato, Gary Shirley. Prima della nascita, l'episodio si concentra sull'immaturità di Shirley, e la tensione tra lei e la sua famiglia. Un suo desiderio è il ritorno del fratello dall'Iraq. Portwood dà alla luce la loro figlia, Leah Leann Shirley, il 12 novembre 2008. Dopo la nascita, l'episodio si concentra sulle lotte di Portwood con la realtà della maternità. Portwood più tardi sarà una delle protagoniste di Teen Mom.                                                                              |                  |                  |                |                  |
| 4 | Ebony            | Ebony            | 2 luglio 2009  | 16 dicembre 2009 |
| 5 | Whitney          | Whitney          | 9 luglio 2009  | 23 dicembre 2009 |
| 6 | Catelynn         | Catelynn         | 16 luglio 2009 | 30 dicembre 2009 |
| 7 | Life after Labor | Life after Labor | 23 luglio 2009 | 6 gennaio 2010   |
| 8 | Unseens Moments  | Unseens Moments  | 23 luglio 2009 | 13 gennaio 2010  |

## Seconda stagione (parte 1)
La prima parte della seconda stagione di 16 anni e incinta è andata in onda su MTV dal 16 febbraio 2010 al 27 aprile 2010.
In Italia è andato in onda sull'emittente MTV Italia dal 9 maggio 2010 all'11 luglio 2010.
| nº | Titolo originale | Titolo italiano | Prima TV USA     | Prima TV Italia |
| -- | ---------------- | --------------- | ---------------- | --------------- |
| 1  | Jenelle          | Jenelle         | 16 febbraio 2010 | 9 maggio 2010   |
| 2  | Nikkole          | Nikkole         | 23 febbraio 2010 | 16 maggio 2010  |
| 3  | Valerie          | Valerie         | 2 marzo 2010     | 23 maggio 2010  |
| 4  | Chelsea          | Chelsea         | 9 marzo 2010     | 30 maggio 2010  |
| 5  | Lori             | Lori            | 16 marzo 2010    | 6 giugno 2010   |
| 6  | Samantha         | Samantha        | 23 marzo 2010    | 13 giugno 2010  |
| 7  | Nicole           | Nicole          | 30 marzo 2010    | 20 giugno 2010  |
| 8  | Leah             | Leah            | 6 aprile 2010    | 27 giugno 2010  |
| 9  | Lizzie           | Lizzie          | 13 aprile 2010   | 4 luglio 2010   |
| 10 | Kailyn           | Kailyn          | 20 aprile 2010   | 11 luglio 2010  |
| 11 | Unseens Moments  |                 | 27 aprile 2010   | Non trasmesso   |

## Seconda stagione (parte 2)
La seconda parte della seconda stagione di 16 anni e incinta va in onda su MTV dal 26 ottobre 2010.
In Italia andrà in onda sull'emittente MTV Italia a partire dal 7 settembre 2011.
| nº | Titolo originale    | Titolo italiano | Prima TV USA     | Prima TV Italia  |
| -- | ------------------- | --------------- | ---------------- | ---------------- |
| 1  | Brooke              |                 | 26 ottobre 2010  | 7 settembre 2011 |
| 2  | Felicia             |                 | 2 novembre 2010  |                  |
| 3  | Emily               |                 | 9 novembre 2010  |                  |
| 4  | Markai              |                 | 16 novembre 2010 |                  |
| 5  | Aubrey              |                 | 23 novembre 2010 |                  |
| 6  | Kayla               |                 | 7 dicembre 2010  |                  |
| 7  | Megan               |                 | 14 dicembre 2010 |                  |
| #  | Unseens Moments     |                 | 14 dicembre 2010 |                  |
| 8  | Ashley              |                 | 21 dicembre 2010 |                  |
| #  | Life after arbor    |                 | 28 dicembre 2010 |                  |
| 9  | No easy decision    |                 | 28 dicembre 2010 |                  |
| 10 | Where are they now? |                 | 4 gennaio 2011   |                  |

## Terza stagione
La terza stagione di 16 anni e incinta va in onda su MTV dal 19 aprile 2011 al 21 giugno 2011.
In Italia va in onda dal 7 settembre 2011
| nº | Titolo originale | Titolo italiano | Prima TV USA   | Prima TV Italia   |
| -- | ---------------- | --------------- | -------------- | ----------------- |
| 1  | Jordan           | Jordan          | 19 aprile 2011 | 7 settembre 2011  |
| 2  | Jennifer         | Jennifer        | 26 aprile 2011 | 14 settembre 2011 |
| 3  | Jamie            | Jamie           | 3 maggio 2011  | 21 settembre 2011 |
| 4  | Danielle         | Danielle        | 10 maggio 2011 | 28 settembre 2011 |
| 5  | Cleondra         | Cleondra        | 17 maggio 2011 | 5 ottobre 2011    |
| 6  | Kayla            | Kayla           | 24 maggio 2011 | 12 ottobre 2011   |
| 7  | Izabella         | Izabella        | 31 maggio 2011 | 19 ottobre 2011   |
| 8  | Kianna           | Kianna          | 7 giugno 2011  | 26 ottobre 2011   |
| 9  | Taylor           | Taylor          | 14 giugno 2011 | 2 novembre 2011   |
| #  | Unseens Moments  | Scene Inedite   | 2011           | 9 novembre 2011   |
| 10 | Allie            | Allie           | 21 giugno 2011 | 16 novembre 2011  |